# Institut Cavanilles de Biodiversitat i Biologia Evolutiva
L'institut Cavanilles de Biodiversitat i Biologia evolutiva (ICBiBE) es dedica a l'estudi de la biodiversitat i la biologia evolutiva amb un enfocament integrador i pluridisciplinari. Rep aquest nom en honor d'Antoni Josep Cavanilles i Palop (1745-1804), com a mostra de la recuperació la identitat d'un dels personatges més significats de la història de la ciència valenciana.
L'institut va ser fundat l'any 1998 per la Universitat de València. L'any 2011 compatava amb uns 50 investigadors de plantilla, tots ells professors de les facultats de Biologia i de Farmàcia, juntament amb un nombre semblant d'estudiants de doctorat i postdoctorals.
Té dues seus: una al campus universitari a Paterna i l'altra al Jardí Botànic, ambdues seus pertanyen a la Universitat de València.
l'institut aborda la biodiversitat des de múltiples facetes, estudiant des de la morfologia fins al comportament, des de la variació genètica molecular fins a la quantitativa, i integrant experts en àrees complementàries com la biologia molecular, genètica, biologia de poblacions, paleontologia, taxonomia, ecologia, neurobiologia o etologia.

## Organització i recerca
Els grups d'investigació estan organitzats en les seccions següents: Genètica evolutiva, Limnologia, Entomologia, Ecologia evolutiva, Biologia de la conservació, Zoologia marina, Paleontologia, Ecologia de vertebrats, Bacteriologia, Etologia, Diversitat Vegetal i Ecofisiologia, Cnidaris, Neurobiologia comparada
Ha desenvolupat projectes relacionats amb l'estudi de poblacions animals i vegetals, bioindicació de les condicions ecològiques i qualitat ambiental de plantes i microinvertebrats, biotecnologia microbiana i epidemiologia molecular de virus i bacteris.